# Jayda Fransen
Jayda Kaleigh Fransen (Londen, maart 1986) is de plaatsvervangend leider van Britain First, een extreemrechtse politieke partij in het Verenigd Koninkrijk. Zij fungeerde zes maanden als partijleider nadat Paul Golding in december 2016 in gerechtelijke bewaring was gesteld. Fransen was eerder verbonden aan de English Defence League, maar vertrok daar vanwege de band met voetbalhooliganisme en geweld.

## Partijleiderschap
Britain First is een extreemrechtse politieke partij, opgericht door Paul Golding en Jim Dowson. Golding volgde Jim Dowson op als leider en tijdens deze periode was Fransen de plaatsvervangend leider van de partij. Golding droeg het leiderschap echter in november 2016 over aan Fransen. Zij claimde dat Golding een half jaar als partijleider verlof nam om "aandacht te schenken aan enkele belangrijke familie-aangelegenheden".

## Tussentijdse verkiezing Rochester & Strood 2014
Fransen stelde zich als eerste lid van Britain First kandidaat voor het House of Commons bij de tussentijdse verkiezing in Rochester (Kent) en Strood op 20 November 2014. Zij uitte daar haar sympathie voor de UK Independence Party en de kandidaat Mark Reckless, die de zetel wist te veroveren.
Britain First's campagne voor de tussentijdse verkiezing trok de aandacht toen de partij een foto uploadde van Fransen in gezelschap van activisten van de lokale UK Independence Party (UKIP). Daarentegen verklaarde Fransen dat de UKIP-activisten om de foto vroegen en dat zij ervan onder de indruk was dat er sterke overeenkomsten waren tussen de beide partijen. BBC-presentator Nick Robinson werd ook bekritiseerd voor zijn selfie met Fransen tijdens de tussentijdse verkiezing. Robinson verklaarde niet te weten wie Fransen was en sprak tegen dat hij haar politiek steunde.

## Londens burgemeestersverkiezing 2016
Op 27 september 2015 maakte Paul Golding bekend dat hij zich kandidaat stelde voor de Londense burgemeestersverkiezing 2016. In een Facebook -post over het besluit schreef Fransen, dat de "pro-EU, Islamisten-knuffelende tegenstanders" de woede van de Britain First-beweging tegemoet zouden zien. We zullen niet eerder rusten voordat iedere verrader is gestraft voor zijn of haar misdaden tegen ons land. En met gestraft, bedoel ik, een goede ouderwetse kastijding met een eind touw".

## Arrestaties en veroordelingen
Tijdens een van de "Christelijke patrouilles" van Britain First in Luton in november 2016 werd Fransen aangeklaagd wegens ernstige anti-religieuze geweldpleging, nadat zij een moslim moeder van vier kinderen aanviel omdat zij een hidjab droeg. Fransen kreeg een boete van 1000 pond opgelegd. Aanvullend werd zij nog beboet met 200 pond wegens overtreding van de Public Order Act 1936 door het dragen van een politiek uniform, beboet met een bijdrage van 620 pond in de proceskosten. Voorts werd haar een gebiedsverbod van twee jaar opgelegd om te voorkomen dat zij nogmaals met het slachtoffer in contact zou komen en de kans zou krijgen haar te intimideren.
Fransen weersprak alle aanklachten en beschuldigde de rechtbank ervan "absurd" te zijn en zich in te spannen voor het halen van "een wit voetje" bij de islam.
Op 18 november 2017 werd Fransen in Londen gearresteerd door detectives van de Police Service of Northern Ireland na haar toespraak op 6 augustus bij de Belfast City Hall. Haar werd ten laste gelegd dat zij zich daar bediende van "bedreigende, gewelddadige en beledigende taal". Zij moest daarvoor op 14 december terechtstaan in het Belfast Magistrates' Court te Belfast. Ze werd hiervoor op 7 maart 2018 veroordeeld tot 36 weken gevangenisstraf.

## Twittercontact met de Amerikaanse president Trump
Op 29 november 2017, retweette president Donald Trump enkele door Fransen geüploade anti-moslim video's, waaronder een met het bovenschrift "Moslim migrant slaat Nederlandse jongen op krukken in elkaar". Fransen reageerde via haar Twitter account met het commentaar "God bless you Trump! God bless America!".
Premier Theresa May veroordeelde Trumps retweets van de haatvideo's en verklaarde dat het "verkeerd was van de president, dat hij dit had gedaan". In het Verenigd Koninkrijk veroorzaakte het handelen van de Amerikaanse president veel beroering. Zo tweette
Brendan Cox, de weduwnaar van de in 2016 door een Britain First-aanhanger vermoorde Britse parlementariër Jo Cox: "Trump heeft extreemrechts in zijn eigen land gelegitimeerd, nu probeert hij het in ons land te doen. Het verspreiden van haat heeft gevolgen; de president zou zich moeten schamen".
De Nederlandse ambassade in Washington reageerde ook negatief: "Degene die de jongen op krukken sloeg, was helemaal geen moslim, laat staan een migrant. De dader is een Nederlander, geboren en getogen in Nederland en is naar de geldende wetgeving gestraft."